# Lord Emsworth
Clarence Threepwood, nono conte di Emsworth, Visconte Bosham, noto come Lord Emsworth è un personaggio immaginario che appare in romanzi e racconti di P. G. Wodehouse della saga "Castello di Blandings" scritti fra il 1915 e il 1975, anno della morte di Wodehouse. 
È un signore anziano, appartenente a un'antica e numerosa famiglia, residente nel castello di Blandings — un imponente edificio del primo periodo dei Tudor circondato da un vasto parco posto a 2 miglia (3,2 km) dalla cittadina Market Blandings nello Shropshire — amante della tranquillità, dei fiori e dell'Imperatrice di Blandings, una scrofa nera del Berkshire plurivincitrice al concorso "Suini grassi" nell'annuale Mostra Agricola dello Shropshire.

## Biografia
Come tutti i personaggi di Wodehouse, Lord Emsworth non cambia la sua età, se non minimamente, dalla prima apparizione, nel romanzo Qualcosa di nuovo del 1915, all'ultima, nel romanzo incompiuto Sunset at Blandings del 1977. Nel primo romanzo si dice che abbia studiato ad Eton nel decennio 1860, dovrebbe quindi avere un po' più di sessant'anni.
La caratteristica principale di Lord Emsworth è di essere incredibilmente distratto, interessato solo alla vita di campagna, timido e irresoluto e soprattutto amante del quieto vivere; a detta delle sorelle è anche irrimediabilmente lento di comprendonio. 
I suoi interessi maggiori sono il giardinaggio (coltivazione di rose e soprattutto di zucche) e in seguito l'allevamento dei suini e soprattutto del suo campione l'imperatrice di Blandings.

## Famiglia
Dell'ottavo conte (il padre di Lord Emsworth) si sa solo che, al contrario del figlio, avesse un carattere dittatoriale e che terrorizzasse tutti i familiari a partire dalla moglie. Lord Emsowrth è vedovo già nel primo romanzo e della moglie non si sa niente, nemmeno il nome. 
Lord Emsworth ha un fratello minore, il nobile Galahad Threepwood, e un notevole, seppur incerto, 
numero di sorelle. Dei due figli maschi l'erede George Lord Bosham è una figura minore, mentre il cadetto Freddie è protagonista di diversi racconti e romanzi sia prima sia dopo il matrimonio con l'ereditiera americana Aggie Donaldson. La figlia Lady Mildred Mant compare di sfuggita solo nel primo libro, del defunto fratello Lancelot Threepwood si hanno notizie in Lampi d'estate dove compare la figlia Millicent. 
Le trame di molti romanzi si incentrano sulle sorelle che minacciano la pace di Lord Emsworth. In suo aiuto arrivano vari personaggi: spesso il fratello Galahad (Gally), ma anche Lord Ickenham (lo zio Fred), Psmith e altri personaggi. Fra i nemici, oltre alle sorelle, sono Sir Gregory Parsloe-Parsloe, proprietario del maggior rivale dell'Imperatrice, la regina di Matchingham (in precedenza l'orgoglio di Matchingham), ma, soprattutto, Alaric duca di Dunstable, irascibile amico di famiglia.
Immancabile in tutti i romanzi il fedele maggiordomo Beach. 
Presente in molti romanzi, l'antipatico segretario, complice delle sorelle e bersaglio di comiche sventure: l'"efficiente" Rupert Baxter.

## Le sorelle
Sono note dieci sorelle di Lord Emsworth:
- Lady Ann Warblington è apparsa solo nel primo romanzo della saga (Qualcosa di nuovo) del 1915
- Lady Charlotte, una delle due sorelle di cui non è noto il cognome maritale; ha una figlia di nome Jane.
- Lady Constance ("Connie"), vedova del defunto impresario edile americano Joseph Keeble e poi moglie in seconde nozze del milionario americano James Schoonmaker. Connie è l'autoritaria castellana di Blandings; senza figli, ha due figliastre: Phyllis Keeble, figlia di primo letto di Joseph Keeble, e Myra Schoonmaker, figlia di primo letto di James Schoonmaker
- Lady Diana Phipps, l'unica delle sorelle Threepwood che sia simpatica a Galahad
- Lady Dora Garland, moglie di Sir Everard Garland e madre di Prudence Garland
- Lady Florence Moresby, vedova di J. J. Underwood, ha sposato in seconde nozze Kevin Moresby, da cui si è poi separata
- Lady Georgiana Alcester, proprietaria di quattordici cani, è madre di Gertrude
- Lady Hermione Wedge, moglie del colonnello Egbert Wedge, ha l'aspetto di una cuoca, ma madre della bellissima Veronica Wedge
- Lady Jane, defunta, era madre di Angela
- Lady Julia Fish, vedova del Maggiore Generale Sir Miles Fish, C.B.E., e madre di Ronnie Fish

## Romanzi e raccolte di racconti
I volumi in cui compare Lord Emsworth, noti come facenti parte del ciclo di Blandings sono,
in ordine cronologico:
| Anno | Titolo                         | Titolo originale             | Note                                 |
| 1915 | Qualcosa di nuovo              | Something fresh              | il primo romanzo del ciclo           |
| 1923 | Lasciate fare a Psmith         | Leave it to Psmith           | anche del ciclo di Psmith            |
| 1929 | Lampi d'estate                 | Summer lighting              |                                      |
| 1933 | Aria di tempesta               | Heavy Weather                |                                      |
| 1935 | Il castello di Blandings       | Blandings Castle             | raccolta di racconti                 |
| 1937 | Lord Emsworth e altri racconti | Lord Emsworth and others     | raccolta di racconti                 |
| 1939 | Zio Fred in primavera          | Uncle Fred in the Springtime | anche del ciclo di Lord Ickenham     |
| 1947 | Luna piena                     | Full Moon                    |                                      |
| 1950 | Non c'è da preoccuparsi        | Nothing serious              | raccolta di racconti                 |
| 1952 | I porci hanno le ali           | Pigs have wings              |                                      |
| 1961 | Il ratto dell'Imperatrice      | Service with a Smile         |                                      |
| 1964 | Genero al verde                | Galahad at Blandings         |                                      |
| 1966 |                                | Plum Pie                     | raccolta di racconti                 |
| 1969 | Il pellicano di Blandings      | A Pelican at Blandings       |                                      |
| 1977 |                                | Sunset at Blandigs           | incompiuto (Wodehouse morì nel 1975) |

## Racconti
- Nella raccolta "Il castello di Blandings (1924):
  - Importanza di una zucca (The Custody of the Pumpkin) - pubblicato sul Saturday Evening Post del 29 novembre 1924 e su The Strand Magazine del dicembre 1924
  - Lord Emsworth agisce per il meglio (Lord Emsworth Acts for the Best) - pubblicato su Liberty del 5 giugno 1926 e su The Strand Magazine del giugno 1926
  - L'imperatrice di Blandings (Pig-hoo-o-o-o-ey) - pubblicato su Liberty del 9 luglio 1927 e su The Strand Magazine dell'agosto 1927
  - Compagnia per Gertrude (Company for Gertrude) - pubblicato su The Strand Magazine del settembre 1928 e su Cosmopolitan dell'ottobre 1928
  - Un uomo di successo (The Go-getter) - pubblicato su Cosmopolitan del marzo 1931 col titolo Sales Resistance e su The Strand Magazine dell'agosto 1931
  - L'amica di Lord Emsworth (Lord Emsworth and the Girl Friend) - pubblicato su Liberty del 6 ottobre 1928 e su The Strand Magazine  del novembre 1928

- Nella raccolta Lord Emsworth e altri racconti (1937):
  - Aria di delitto a Blandings (The Crime Wave at Blandings) - pubblicato sul Saturday Evening Post del 10 e del 17 ottobre 1936

- Nella raccolta Non c'è da preoccuparsi (1950):
  - Nascita di un commesso viaggiatore (Birth of a Salesman) -pubblicato sul settimanale statunitense This Week del 26 marzo 1950

- Nella raccolta Plum Pie (1966)
  - Sticky Wicket at Blandings - pubblicato sul numero di ottobre 1966 del mensile statunitense Playboy col titolo "First Aid for Freddie"